# Älvdalens västra revir
Älvdalens västra revir var ett skogsförvaltningsområde  beläget i Dalarnas överjägmästardistrikt, Kopparbergs län, och omfattade av Älvdalens socken de delar, som ligger väster om Österdalälven. Reviret, som var indelat i fyra bevakningstrakter, omfattade 116 258 hektar allmänna skogar, varav på revirets enda kronopark föll 51 067 hektar (1920).